# 宇宙戰艦大和號 完結篇
《宇宙戰艦大和號 完結篇》是日本東映動畫公司製作的科幻動畫電影，並於1983年3月19日公開，同時也是宇宙戰艦大和號系列的第五部電影作品。

## 配音
- 富山敬：古代進
- 麻上洋子：森雪
- 神谷明：加藤四郎
- 坂本千夏：島次郎
- 納谷悟朗：沖田十三
- 永井一郎：佐渡酒造
- 佐佐木功：島大介
- 筈見純：地球防衛軍參謀
- 伊倉一惠：ディンギルの少年
- 林一夫：南部康雄
- 緒方賢一：分析儀
- 矢田耕司：タラン
- 津嘉山正種：ルガール・ド・ザール
- 伊武雅之（刀）：藤堂平九郎
- 寺島幹夫：山崎獎
- 小林修：水谷艦長
- 田島令子：クィーン・オブ・アクエリアス
- 納谷六朗：ルガールの參謀A
- 野村信次：相原義一
- 青野武：真田志郎
- 石田太郎：ルガール
- 仲代達矢：旁白
- 古谷徹：德川太助
- 安原義人：太田健二郎[3]

## 電影歌曲
主題曲
- 「古代（おれ）とヤマト」作詞：阿久悠／作曲：宮川泰／歌：佐佐木功
- 「ラブ・シュープリーム〜至上の愛〜」作詞・作曲・歌：八神純子／編曲：宮川泰

插曲／印象歌曲　
- 「明日に架ける虹」作詞：阿久悠／作曲：井上大輔／編曲：TRANZAM／歌：TRANZAM、桑江知子
- 「宇宙戦艦ヤマト'83」作詞：阿久悠／作曲／宮川泰／歌：佐佐木功
- 「二つの愛」作詞：クニ河内／作曲：井上大輔／編曲：宮川泰／歌：桑江知子

## 外部連結
- Starblazers官方網站
- 宇宙戰艦大和號 完結篇（動畫）在動畫新聞網百科全書中的資料（英文）
- 互联网电影数据库（IMDb）上《宇宙戰艦大和號 完結篇》的资料（英文）